# Minanga taura
Minanga taura är en stekelart som först beskrevs av Charles Thomas Brues 1926.  Minanga taura ingår i släktet Minanga och familjen bracksteklar. Inga underarter finns listade i Catalogue of Life.